# Artus de Roannez
Pour les articles homonymes, voir Artus Gouffier.
Pour les autres membres de la famille, voir Famille Gouffier.
Artus II Gouffier, duc de Roannez ou duc de Roannais,  né en 1627 et mort le 4 octobre 1696 près de Méry-sur-Seine, fut lieutenant général des armées du roi et pair de France. Il s'illustre en tant que gouverneur du Poitou pendant la Fronde, et est l’un des plus proches amis du célèbre philosophe et mathématicien Blaise Pascal.

## Biographie
Artus II Gouffier est le fils d'un gentilhomme poitevin, Henri Gouffier (1605-1639), marquis de Boisy, comte de Maulévrier, châtelain d'Oiron, et d'Anne-Marie Hennequin (-1676), dame du Peray.
Il hérite du duché-pairie de Roannais en 1642, après le décès de son grand-père, Louis Gouffier, 3e duc de Roannez. Jeune, de haute noblesse, il rejoint l'armée, et atteint le grade de maréchal de camp en 1649. Mestre de camp du régiment de Roannez cavalerie à la tête duquel il participe aux sièges de Cambrai et de Condé en 1649 et à la réduction de Bordeaux en 1651 avant de servir en Poitou en 1652 et 1653.
Son régiment étant licencié, il achète alors contre une forte somme la charge de gouverneur du Poitou détenue par le duc et futur écrivain François de La Rochefoucauld. Pendant la Fronde des princes, il reste fidèle au cardinal de Mazarin, et lutte avec succès aux côtés des troupes royales contre les rebelles menés par le prince de Condé.
Passionné par les sciences, il entretient une correspondance avec Christian Huygens,, physicien hollandais en poste à Paris. Attiré par les investissements spéculatifs malgré un héritage grevé de dettes, il finance les travaux d'assèchement du marais poitevin, avec l'aide de Blaise Pascal, et contribue à la canalisation de la Sèvre niortaise puis de la Haute-Seine, et participe avec Pascal également au développement à Paris de la Société des carrosses à cinq sols, ancêtre des transports en commun. 
À la mort de Blaise Pascal (1662), il s'efforce aussi d'organiser la publication des écrits du philosophe, comme ses Pensées.
Pieux, Artus Gouffier devint janséniste sous l'influence de Pascal et de la sœur de ce dernier, religieuse à l'abbaye de Port-Royal. Selon toute vraisemblance, il avait fait la connaissance du philosophe à Paris dans une église fréquentée alors par les familles Gouffier et Pascal ; sa sœur, Charlotte de Roannez, entretient de son côté des échanges sur la religion avec Blaise Pascal, qui joue pour elle également le rôle de conseiller spirituel. 

« Ce fut précisément dans cette année 1651, semble-t-il, qu'il [Bl. Pascal] entra en relations de plus en plus étroites avec le jeune duc de Roannez. Leur liaison fut bientôt si intime qu'il eut une chambre à l'hôtel de son « cher ami », qu'il raccompagna dans un voyage à son gouvernement du Poitou, et qu'il se crut plus tard obligé de lui demander permission, quand il voulut se retirer du monde. Par l'intermédiaire du duc, il se trouva introduit dans la société du chevalier de Méré, le grand maître de la politesse et le professeur des belles manières du temps, du joueur Miton (sic), du « libertin » Des Barreaux, de la duchesse d'Aiguillon et de Mme de Sablé. »

— Gustave Michaut, Les époques de la pensée de Pascal
En 1667, il cède son duché à son beau-frère, François III d'Aubusson de La Feuillade, maréchal de France (1675), pour se retirer dans une institution religieuse sans toutefois entrer officiellement en religion. Selon le duc de Saint-Simon, « le duc de Roannez prit une manière d'habit ecclésiastique sans jamais être entré dans les ordres et vécut dans une profonde retraite. » Il meurt dans sa retraite, le 4 octobre 1696, sans postérité.

## Sources et bibliographie
- Gérard André, « Artus Gouffier de Roannez, entrepreneur de la "nouvelle navigation de la Seine" entre Troyes et Nogent. », La Vie en Champagne, no 93,‎ janvier/mars 2018, p. 25-37 (ISSN 0758-4245)
- Jean Mesnard, Pascal et les Roannez, Paris, Desclée De Brouwer, 1965, 2 vol.